# Pembina
Pembina és una població dels Estats Units a l'estat de Dakota del Nord. Segons el cens del 2000 tenia 642 habitants.

## Demografia
Segons el cens del 2000, Pembina tenia 642 habitants, 250 habitatges, i 177 famílies. La densitat de població era de 326,2 hab./km².
Dels 250 habitatges en un 35,2% hi vivien nens de menys de 18 anys, en un 62,8% hi vivien parelles casades, en un 5,2% dones solteres, i en un 28,8% no eren unitats familiars. En el 26,8% dels habitatges hi vivien persones soles l'11,2% de les quals corresponia a persones de 65 anys o més que vivien soles. El nombre mitjà de persones vivint en cada habitatge era de 2,57 i el nombre mitjà de persones que vivien en cada família era de 3,12.
Per edats la població es repartia de la següent manera: un 29,4% tenia menys de 18 anys, un 4,8% entre 18 i 24, un 29% entre 25 i 44, un 24% de 45 a 60 i un 12,8% 65 anys o més.
L'edat mediana era de 37 anys. Per cada 100 dones de 18 o més anys hi havia 105 homes.
La renda mediana per habitatge era de 55.536 $ i la renda mediana per família de 59.722 $. Els homes tenien una renda mediana de 35.250 $ mentre que les dones 26.125 $. La renda per capita de la població era de 20.278 $. Entorn del 4,5% de les famílies i el 7,7% de la població estaven per davall del llindar de pobresa.

## Poblacions més properes
El següent diagrama mostra les poblacions més properes.